# Lauteraar Hütte
De Lauteraar-Hütte is een berghut van de Zwitserse Alpenclub (Duits: Schweizer Alpen-Club, SAC) in het kanton Bern, gelegen boven de Unteraargletscher op een hoogte van 2.392 meter.

## Geschiedenis
Verschillende onderzoekers van de Unteraargletscher hebben een bijdrage geleverd aan de oprichting van de Unteraar-Hütte. De Zwitserse kunstschilder Caspar Wolf bemerkte en schilderde een overhangende rots op de middenmorene van de gletsjer het jaar 1776 met als titel: The Mountains at Lauteraar. Als uitvalsbasis tijdens zijn natuurwetenschappelijk onderzoek gebruikte Frans Joseph Hugi het jaar 1827 de rots als schuilplaats. Louis Agassiz verbouwde de schuilplaats tot een gletsjerstation en gaf het de naam Hôtel des Neuchâtelois (1839-1845). Tijdens het oudste wetenschappelijk gletsjeronderzoek kwam het oudste gletsjerstation echter in verval en moest men uitwijken naar een nieuwe plek langs de gletsjerrand aan de voet van de Rothornes. Het is de plaats waar vandaag de Lauteraar-Hütte staat.

## Bereikbaarheid
De berghut, die geopend is van midden juni tot eind september en van eind maart tot begin mei, is vanaf Grimsel Hospiz langs de Grimselsee en de Unteraargletscher in 5 uur te bereiken.